# Dialetto tergestino
Il tergestino era il dialetto romanzo parlato a Trieste fino all'Ottocento, estintosi in favore dell'attuale dialetto triestino di tipo veneto. Il tergestino era un idioma di tipo retoromanzo con una forte correlazione col ladino, e ancor più con il vicino dialetto muglisano. Il tergestino, ridotto a lingua di una chiusa aristocrazia, si è estinto prima del muglisano, che non ha avuto questa rigida specializzazione di classe.

## Storia
Il tergestino era parlato a Trieste dalla maggior parte della popolazione fino alla fine del Settecento. A partire da tale periodo iniziò un rapido processo di sostituzione linguistica che portò alla scomparsa del tergestino e al prevalere di una parlata veneta di tipo coloniale, il dialetto triestino. La sostituzione avvenne quando Trieste, asburgica dal 1382, divenne un importante porto commerciale (a partire dal 1719) e la sua popolazione passò rapidamente da 6 000 abitanti circa a più di 200.000. Tale incremento demografico, dovuto alla massiccia immigrazione da zone di lingua diversa, stravolse il tessuto linguistico di Trieste e portò alla scomparsa del tergestino. Esso sopravvisse fino alla prima metà dell'Ottocento come lingua delle famiglie aristocratiche più antiche della città (chiamate lis tredis ciasadis).
Muovendosi nel solco di una tradizione inaugurata da Pier Gabriele Goidanich e ripresa più di recente da Mario Doria, nella storia del tergestino si individuano due fasi: una più antica che va dal 1300, periodo a cui risalgono le prime attestazioni, fino alla prima metà del diciottesimo secolo, e una “moderna” che si conclude nella prima metà dell'Ottocento con la sua estinzione.

### Fase antica
Della prima fase abbiamo solo testimonianze indirette e sporadiche costituite da brani ritrovati nei documenti degli archivi triestini, "cimeli" raccolti da Jacopo Cavalli e Graziadio Isaia Ascoli in alcuni scritti di fine ‘800 e più recentemente da Pavle Merkù. Si tratta di brevi frasi, antroponimi e toponimi all'interno di documenti redatti in latino o, in qualche caso, in un volgare di impronta veneziana.
A questi frammenti documentali si aggiungono testimonianze indirette come quella risalente al 1542 e contenuta in una lettera inviata da Nizza dal capodistriano Gerolamo Muzio a Pier Paolo Vergerio, vescovo di Capodistria: "Questa città ha una sua propria favella, la quale non è né italiana, né francese, né provenzale secondo che hanno Muggia e Trieste ne' nostri paesi", o ancora la nota apposta da Giacomo Filippo Tommasini, vescovo di Cittanova e morto nel 1654, nei suoi commentari: "La lingua di questi abitanti (di Trieste) è forlana corotta; e vi sono molti che usano la lingua slava, e la tedesca ma non sono quivi naturali".

### Fase moderna
La seconda fase inizia con il periodo in cui la città, in seguito alla concessione della prerogativa di porto franco da parte dell'imperatore d'Austria Carlo VI avvenuta nel 1719, conosce un periodo di rapida espansione demografica e una parallela restrizione dell'ambito di diffusione del tergestino, che finisce per essere confinato a un gruppo ristretto di persone appartenenti perlopiù al vecchio patriziato Triestino (lis tredis ciasadis) che lo custodiscono gelosamente.
Si potrebbe in qualche modo parlare quindi di una fase caratterizzata all'inizio da resistenza della parlata originaria (fino a fine ‘700) e poi da un rapido cedimento (primi decenni dell'800).
A questo periodo appartengono gli unici testi scritti a nostra disposizione:
- Il Sonet del ver Triestin, risalente al 1796[11].
- Il Racont, una composizione in versi risalente sempre al 1796, che descrive lo stesso evento narrato dal Sonet[12].
- I Dialoghi piacevoli in dialetto vernacolo triestino, composti da Giuseppe Mainati nel 1828.
- La Versione tergestina della parabola del Figliuol Prodigo (Parabula del fi prodigh) dello stesso Mainati e risalente a un periodo da collocare fra il 1835 e la morte dell'autore, avvenuta nel 1842.

A questi testi si possono aggiungere diverse testimonianze indirette, che coprono un periodo piuttosto ampio e, partendo dalla metà del '700, arrivano fino alle soglie della sistematizzazione scientifica inaugurata dall'Ascoli.
Nella relazione allegata al rapporto del console Hamilton a Maria Teresa del 25 luglio 1761, Tomaso Ustia afferma che a Trieste "esistono abbitanti di tre differenti linguaggi, val'a dire Italiano, Triestino e Slavo: chi non sa, che il particolare linguaggio Triestino, usato particolarmente dalla Plebe, dà qualsisia buon italiano in moltissime parole necessarie d'esser intese non sarà capito, e che la maggior parte della Plebe stessa non sa esprimersi in italiano…", confermando così la vitalità settecentesca del tergestino.
In una nota ad un sonetto scritto in italiano da Pietro Bachiocco (All'ingresso della Milizia imperiale regia in Muggia – Castello distante cinque miglia da Trieste) nel 1797, compare la frase: "La vernacola favella triestina e muglense si assomigliano moltissimo".
Antonio Cratey nella “Perigrafia di Trieste”, pubblicata nel 1808, scrive: “si dirà, che Trieste confina col Friuli e Stato fu veneto, e che perciò il proprio dialetto, benché da pochi oggidì usitato, sia un misto friulano e veneziano.”. L'autore registra inoltre nella toponomastica della città forme tergestine come Baudariu, Chiadino, Chiarbola, Ciauchiara, Pondares.
Nella nota sui dialetti italiani aggiunta da Francesco Cherubini alla traduzione del “Prospetto nominativo di tutte le lingue note e dei loro dialetti” di Federico Adelung, pubblicata nel 1824, si legge “Anche nel triestino (Illiria) parlasi un dialetto italiano che trae al friulano”.
Sempre nel 1824 Girolamo Agapito nella "Compiuta e distesa descrizione della fedelissima città e portofranco di Trieste" descrive la parlata di Trieste come
"un dialetto italiano il quale originariamente aveva molte sue proprietà e si scostava alquanto dal dialetto veneto a cui però e andato a poco a poco avvicinandosi, di modo che, al presente, si può dire che sia il medesimo vernacolo veneziano".
Il 22 giugno del 1845 la rivista “Il Caleidoscopio” pubblica un sonetto risalente al 1796 (Il sonet del ver Triestin di cui si è detto poco sopra). Il redattore del giornale, Adalberto Thiergen (celato sotto lo pseudonimo di Tito Delaberrenga), annota: "L'antico dialetto triestino, omai pressoché perduto negli scritti, e adulterato nella favella comune, era composto in gran parte di veneziano, con qualche frase o desinenza del limitrofo Friuli e dell'Istria".
Un'attenzione particolare merita la posizione di Pietro Kandler, sia per l'autorevolezza del personaggio che per l'evoluzione nel tempo della sua opinione sul tergestino. Kandler parte infatti da una visione molto scettica: nel numero del 28 marzo 1846 del giornale “L'Istria” si legge “Invalse credenza che il dialetto già parlato in Trieste fosse friulano, e citavasene in appoggio la consuetudine di qualche nobile famiglia, qualche scritto occasionale, la non nuova opinione che Trieste appartenesse fisicamente al Friuli. L'uso del dialetto friulano non fu mai del volgo, né della generalità, ma di singoli individui”. Una posizione in qualche modo più sfumata si trova sempre sull'Istria, nel numero del 16 maggio dello stesso anno: trattando del dialetto di Muggia, Kandler scrive “Il dialetto che vi si parlava e che vi si parla ancora da molti, scostavasi in qualche parte dal veneto; vuolsi da qualcuno che il dialetto di Muggia sia quello stesso che in tempi addietro parlavasi a Trieste; opinione che ha bisogno di migliore verificazione di quella che possa oggidì farsi nella lingua parlata dal popolo”. Questo punto di vista muterà significativamente nei decenni successivi. In una nota manoscritta apposta sulla sua copia personale della prima edizione della “Storia del Consiglio dei Patrizi di Trieste e quindi collocabile fra il 1858 (data della pubblicazione) e il 1872 (data della morte del Kandler), trascrivendo un poemetto satirico risalente al 1689, Kandler appunta “In questo poema abbiamo un saggio del dialetto ferrarese, che il Quinto parlava, e del dialetto volgare triestino posto in bocca a patrizio che alle cure pubbliche anteponeva i campi, dei quali dirigeva la coltivazione.”, e qualche riga più sotto “Il porre in canzone un patrizio perché parlava il gergo plebeo, avverte ciò che per altre vie ci era noto, cioè che due dialetti si parlavano in Trieste: il plebeo che deve essere comune a Muggia secondo che abbiamo udito; ed il nobile, il quale era il veneto alzato fino a dignità di lingua parlata, non però di lingua scritta”.
Nel 1859 Jacopo Pirona, nelle sue “Attenenze della lingua friulana date per chiosa ad una iscrizione del MCIII” scrive: Parrà strano alla massima parte degli abitatori di Trieste il trovarsi compresi sotto l'aspetto etnografico nella regione del Friuli. Egli è però certo che a memoria nostra nelle famiglie triestine originarie si parlava il Friulano; e chi nol creda vegga il libro del triestino Mainati "Dialoghi piacevoli in dialetto vernacolo triestino", Trieste 1828. Gli abitatori originarj però sono ormai pochi e i non originarj usando la comune lingua italiana, non si accorgono pure di essere in terra friulana.
Nel 1867 Michele Leicht, nella "Terza centuria di canti popolari friulani", pubblica l'intero quarto dialogo del Mainati.
Nel 1869 il capodistriano Carlo Combi, in una missiva diretta a Jacopo Cavalli, scrive "a cui tennero fermo anche i parrucconi delle tredis casadis", ricorrendo ad un'espressione evidentemente di uso corrente.

### Gli ultimi tergestini
Nel 1893 l'Abate Jacopo Cavalli pubblica l'esito di un'indagine condotta fra gli anziani abitanti della vecchia Trieste nei tre anni precedenti, da cui emerge un quadro che conferma quanto affermato da Mainati nella sua introduzione ai Dialoghi. Le persone interpellate ricordano che nei primi decenni del 1800 il tergestino veniva ancora parlato in alcune famiglie appartenenti all'ambiente de lis tredis ciasadis e dalle loro dichiarazioni, suffragate da testimoni autorevoli come Attilio Hortis, affiorano i ricordi dell'antica parlata e qualche frase sentita in gioventù.
Emerge inoltre che, sorprendentemente, il tergestino sopravviveva ancora nella seconda metà dell'800, in anni in cui anche l'Ascoli lo dava per estinto: l'ultimo parlante, Giuseppe de Jurco, che lo aveva utilizzato correntemente in famiglia fino al 1833 e ne aveva trasmesso la memoria ai propri figli, è infatti deceduto nel 1889. Emblematico è anche il caso di Stefano de Conti (detto Sciefin), podestà di Trieste dal 1861 al 1863 e deceduto nel 1872, che lo parlava abitualmente con il fratello Giusto (morto nel 1876) e con i vecchi triestini. Stando ad una delle testimonianze raccolte dal Cavalli lo aveva utilizzato con i suoi interlocutori friulani in occasione di una visita a Cormons come podestà di Trieste, suscitando stupore fra i presenti.
A queste testimonianze si può aggiungere una lettera inviata da Roma il 18 dicembre 1893 a Jacopo Cavalli dall'archeologo Dante Vaglieri (1865-1913), in cui si legge “Posso dire ancora che nelle nostre famiglie, presso tutti i parenti, si possedeva il Mainati e a nessuno è venuto in mente di chiamarlo – per l'opera sul dialetto – un falsario. Un esemplare, poi sparitoci, se ne possedeva pure noi ed era una delle mie letture nella mia fanciullezza”.
In realtà le ultime tracce del tergestino potrebbero essere ancora più recenti: nel 2008 il linguista Pavle Merkù ha riferito di aver scoperto che una singola famiglia contadina alla periferia della città ha continuato ad utilizzare l'antico dialetto fino alle soglie della prima guerra mondiale. Inoltre, sempre secondo Merkù, alla fine dell'Ottocento ci sarebbero state, oltre a quelle censite da Cavalli, altre persone che in città continuavano ad utilizzare l'antico dialetto, tra cui la baronessa Economo.

### Eventi recenti
Nel XXI secolo c'è stato un tentativo di rivitalizzazione del tergestino, con scopi puramente poetico-letterari, da parte di Ivan Crico, che ha composto alcune liriche in tergestino raccolte nel 2008 nel volume De arzént zù ("D'argento scomparso") edito dall'Istituto Giuliano di Storia, Cultura e Documentazione con contributi di Gianfranco Scialino e Pavle Merkù.

## Gli studi sul tergestino
Il termine "tergestino" per indicare il dialetto parlato a Trieste viene introdotto da Graziadio Isaia Ascoli nei Saggi Ladini del 1873. Ascoli individua un ramo sud-orientale del ladino, rappresentato appunto dal tergestino (“ora spento”) e dal contiguo dialetto di Muggia ("ormai sullo spegnersi") e indica come unica fonte per il tergestino i dialoghi del Mainati. Segnala inoltre che entrambe le varietà hanno subito una forte erosione da parte del veneto. L'affermazione di Ascoli suscita parecchia incredulità e una vivace polemica in ambito locale (si vedano ad esempio gli scritti di Paolo Tedeschi sulla Provincia d'Istria). Anche nella comunità dei glottologi sorgono parecchi dubbi, legati soprattutto alla presenza di un'unica fonte e al fatto che apparentemente nessuno a Trieste conservava memoria dell'antico dialetto. Negli anni successivi però una serie di ritrovamenti documentali porta gradualmente gli studiosi più autorevoli ad accettare la tesi ascoliana.
In una lettera del 6 ottobre 1877 l'illustre romanista tedesco Hugo Schuchardt invia ad Ascoli un nuovo testo segnalatogli da Vincenzo Joppi, dichiarando esplicitamente “Quei dubbi si sono dileguati, avendo io dietro all'indicazione del Joppi letto e copiato un altro saggio dell'antico triestino”. Il breve componimento, conosciuto come Sonet del ver triestin, descrive la consacrazione del vescovo Ignazio Gaetano de Buset di Fraistemberg avvenuta a Trieste il 23 ottobre del 1796.
Sempre nel 1877 esce “La storia di Trieste raccontata ai giovanetti” di Jacopo Cavalli, con una sezione dedicata agli aspetti linguistici in cui vengono riportati alcuni estratti degli Archivi Comunali. Gli spogli vanno dal XIV al XVI secolo e mostrano diverse forme riconducibili a un dialetto di tipo ladino. Il Cavalli in precedenza si era mostrato piuttosto scettico sul testo del Mainati al punto da scrivere, sulla Provincia dell'Istria del 16 aprile 1873, “Comunque sia, e lasciando stare, per ora, se nel 1828 si parlasse davvero a Trieste quel dialetto che è nel Mainati, di che, in verità, abbiamo forti motivi a dubitare, e su cui ritorneremo quandochessia;” e anche nella "Storia di Trieste" sembra in qualche modo situare il declino del tergestino alla fine del XVI secolo: “Venezia, che portò e diffuse sulle coste orientali del Mediterraneo la lingua italiana, modificò e trasformò a poco a poco il volgare triestino; e già dai documenti della seconda metà del 1500 si vede, come fin d'allora egli avesse ceduto non poco a quel dialetto veneto, che lo soppiantò, e che è dell'uso presente.”.
Nel 1878 l'Ascoli pubblica sull'Archivio Glottologico, sotto il titolo di “Cimelj dell'Antico Parlare Tergestino”, una raccolta di spogli documentali provenienti dagli archivi triestini curata dall'abate Jacopo Cavalli, che riprende in forma più ampia quella contenuta nella Storia di Trieste. In questi documenti compaiono forme caratteristiche del tergestino, in concordanza con il linguaggio dei Dialoghi, oltre ad antroponimi e toponimi di evidente matrice ladina. I testi coprono un periodo che va dal 1325 al 1550 e viene pubblicato anche il sonetto del 1796, oggetto della missiva di Schuchardt ad Ascoli sopra citata. I risultati di questo studio portano all'accoglimento delle tesi dell'Ascoli da parte di due altri autorevoli glottologi austriaci: H.J. Bidermann (1877) e Carl von Czoernig (1885).
La polemica riprende forza nel 1888 con Oddone Zenatti che, in uno studio sulla “vita comunale e il dialetto di Trieste nel 1426”, contesta i Cimelj sostenendo che le “tracce” ladine individuate nei documenti del Cavalli sono da ricondurre a forme comuni fra il friulano e il dialetto antico di Venezia e non alla presenza di un dialetto friulano a Trieste. Zenatti, appoggiandosi sul fatto che Mainati aveva commesso plagio nelle sue pubblicazioni storiche (riprese dall'opera di Padre Ireneo della Croce), dichiara inoltre che i Dialoghi sono una mistificazione e il tergestino un dialetto costruito ad arte “Il friulano ch'egli sentiva parlare spesso per istrada, come lo si ode oggi giorno spessissimo sulle bocche dei braccianti che in gran numero traggono dal Friuli a Trieste in cerca di lavoro, gli forni i tre quarti del suo nuovo dialetto; l'altro quarto lo mise di suo...”
Ascoli reagisce in modo piuttosto energico inviando dapprima una lettera a Zenatti in cui espone le proprie ragioni e poi con un articolo che uscirà nello stesso anno sull'Archivio Glottologico Italiano, in cui smonta sia le affermazioni sulla scarsa attendibilità degli spogli documentali raccolti dal Cavalli, sia l'ipotesi di una mistificazione operata dal Mainati. Su quest'ultimo punto Ascoli dimostra che i dialoghi sono un testo troppo complesso per essere un falso e che il dialetto che vi compare è coerente con il contenuto degli spogli del Cavalli, soprattutto negli elementi che lo distinguono dalle altre varietà di friulano.
L'intervento di Ascoli, per quanto autorevole, non chiude tuttavia la polemica (si veda ad esempio la Provincia d'Istria del 16 settembre 1889) che prosegue anche negli anni successivi: non a caso nel volumetto “Avanzi dell'antico dialetto triestino cioè i sette dialoghi piacevoli pubblicati dal Mainati: un sonetto ed altri cimeli linguistici con prefazione” pubblicato nel 1891 da Emilio Schatzmayr, compare anche, accanto ad un sunto dell'articolo di Ascoli, uno scritto di Giovanni Loser in cui vengono riprese le posizioni di Zenatti.
Nel 1893 Jacopo Cavalli, in appendice alle Reliquie ladine raccolte a Muggia d'Istria pubblica una nuova serie di spogli documentali, avuti da Attilio Hortis, che coprono il periodo compreso fra il 1550 (epoca a cui giungevano i cimeli del 1878) e il 1796 (anno di pubblicazione del sonetto). Cavalli ha inoltre la fortuna di poter raccogliere alcune preziose testimonianze di persone viventi che avevano ancora memoria del tergestino e che forniscono, oltre alla conferma del fatto che il tergestino era ancora parlato da alcune famiglie nella prima metà dell'800, ulteriori elementi lessicali che si riveleranno preziosi per gli studi linguistici successivi. Lo stesso Paolo Tedeschi, sulla Provincia d'Istria del 16 luglio 1893, riconosce l'autorevolezza della testimonianza di Gerolamo Muzio riportata dal Cavalli chiudendo in qualche modo la diatriba che era divampata negli anni precedenti (Tedeschi tornerà in parte sulla questione, sulla Provincia d'Istria del 16 gennaio 1894, esprimendo qualche altro dubbio).
Gli studi degli anni successivi, che danno ormai per assodata la veridicità dei Dialoghi del Mainati e degli altri reperti, si muoveranno in due direzioni: la ricerca di ulteriori prove documentali, dirette o indirette, e una sistematizzazione degli elementi noti.
Nel primo filone si muove Giuseppe Vidossi che nei suoi studi sul dialetto triestino del 1899 riepiloga brevemente le testimonianze citate dal Cavalli e aggiunge alcuni elementi nuovi tra cui una citazione del 1824 dovuta al dialettologo Francesco Cherubini che, nella sua traduzione del “Prospetto nominativo di tutte le lingue note e dei loro dialetti” di Friedrich Adelung, aggiunge una nota sui dialetti italiani in cui scrive (pag. 114) “Anche nel triestino (Illiria) parlasi un dialetto che trae al friulano”.
Al secondo filone appartiene invece il lavoro di Pier Gabriele Goidanich che nel 1903 pubblica Intorno alle reliquie del dialetto tergestino-muglisano, in cui si tenta per la prima volta di tracciare la storia del tergestino e del contiguo muglisano (il termine viene introdotto per la prima volta in questo articolo per distinguerlo dal muggese, di stampo veneto), distinguendo fra una fase antica, testimoniata dai frammenti raccolti negli archivi, e una moderna delineata dai Dialoghi di Mainati e dal sonetto del 1796. Goidanich analizza anche i rapporti fra queste due varietà, il friulano e le altre parlate ladine.
Nel 1908 i Rendiconti dell'Istituto Lombardo di Scienza e Letteratura ospitano un breve scritto di Carlo Salvioni: Nuovi documenti per le parlate muglisana e tergestina. Il dialettologo lombardo, spulciando fra le carte di Bernardino Biondelli conservate presso la Biblioteca Ambrosiana di Milano, ha trovato una raccolta di versioni della parabola del figliol prodigo nelle diverse parlate italiane, collezionate fra il 1835 e il 1846. Tra queste compare una versione in tergestino (Parabula del fi prodigh) dovuta al Mainati che risale con tutta probabilità al 1841-1842 (anno della morte del Mainati) ed è quindi posteriore ai Dialoghi. Il testo è corredato da una breve nota sulla pronuncia che risulterà preziosa per la ricostruzione della fonetica.
Qualche anno dopo, nel 1911, Giuseppe Vidossi pubblica un nuovo documento da lui ritrovato due anni prima: è un componimento in versi che racconta lo stesso evento narrato dal Sonet del ver triestin e che quindi risale al 1796. Anche questo testo, l'ultimo ad essere stato trovato finora, riporta coerentemente gli elementi peculiari del tergestino rilevabili dai dialoghi e presenta tutti i caratteri tipici delle parlate ladine.
Dopo un periodo di pausa piuttosto lungo, gli studi sul tergestino riprendono vigore nel secondo dopoguerra con un lavoro di Baccio Ziliotto pubblicato nel 1944 su "Ce Fastu". In questo articolo Ziliotto ipotizza che anche i due testi minori non attribuiti (Sonet e Racont) siano in realtà opera di Giuseppe Mainati. Per il Sonet Ziliotto parte dalle iniziali dell'autore (G.M.B.), che vengono interpretate come Giuseppe Mainati Brezaucich (cognome della madre del Mainati), mentre l'attribuzione del Racont è basata sul fatto che entrambi i testi descrivono lo stesso evento. Nell'articolo viene inoltre pubblicata una testimonianza risalente al 1797: in una nota ad un sonetto scritto in italiano da Pietro Bachiocco compare la frase: "La vernacola favella triestina e muglense si assomigliano moltissimo".
L'anno successivo vede la pubblicazione dell'importante testo di geografia linguistica "Alle porte orientali d'Italia" di Matteo Bartoli e Giuseppe Vidossi, che analizza in modo approfondito la situazione dialettale e linguistica di Venezia Giulia, Friuli e Istria e ipotizza, in una fase antica, l'estensione dell'area friulana fino a Capodistria.
Gli anni '60 segneranno un'ulteriore crescita dell'interesse verso questa parlata, che attrae l'attenzione di tre linguisti di rango come Giovan Battista Pellegrini, Mario Doria e Carlo Battisti. Pellegrini rivolge la propria attenzione principalmente all'analisi di alcuni tratti morfologici e grammaticali peculiari (ad esempio il –to enclitico nella seconda persona dei verbi), mentre Mario Doria si dedica a una sistematizzazione delle conoscenze della toponomastica dell'area triestina, evidenziando in un approfondito saggio uscito nel 1960 su "Ce fastu" come circa il 60% dei toponimi sia da ricondurre al tergestino.
Originale la posizione di Carlo Battisti, noto per aver sostenuto l'evoluzione indipendente delle lingue ladine in opposizione alla teoria unitaria dell'Ascoli, che in alcuni scritti usciti tra il 1963 e il 1964 afferma che tergestino e muglisano, malgrado le somiglianze col friulano, costituiscono uno sviluppo autoctono di un “latino altomedievale” e vanno eventualmente collegati con le forme romanze preveneziane diffuse lungo la costa istriana. La principale motivazione addotta da Battisti è la precoce interruzione della continuità linguistica tra il Friuli e l'area triestina, dovuta al formarsi di un cuneo veneto-sloveno sul Carso. Mario Doria interverrà sull'argomento nel 1969 con uno studio sulla toponomastica del Carso, in cui dimostra che in realtà tergestino e muglisano si saldavano con il friulano della zona monfalconese attraverso la fascia più occidentale dell'altipiano carsico.
A partire dagli anni ‘70 gli studi sul tergestino sono profondamente segnati dal lavoro di Mario Doria e dei suoi colleghi e allievi, che si muovono su due fronti: una sistematizzazione delle conoscenze già acquisite e la ricerca di nuove testimonianze, dirette ed indirette. Nel primo filone si possono segnalare nel 1972 la pubblicazione dell'edizione critica dei Dialoghi del Mainati da parte dello stesso Doria e dei testi minori da parte di Diomiro Zudini, fino ad arrivare alla pubblicazione di un repertorio lessicale del tergestino moderno, uscito in due riprese sull'Archeografo Triestino tra il 1993 e il 1994, in cui convergono tutti i lemmi ricavabili dalle fonti note. Al secondo fronte si possono ascrivere diversi articoli sulla toponomastica, sugli elementi lessicali friulaneggianti che affiorano nel dialetto triestino e alcune reliquie raccolte sorprendentemente a inizio ‘900.

## Classificazione
Il tergestino era un dialetto di tipo retoromanzo affine a quello parlato a Muggia (detto muglisano), appartenente pertanto allo stesso gruppo linguistico delle lingue ladina, friulana e romancia, residuo di un probabile antico continuum linguistico alpino esteso dalla Svizzera occidentale all'Istria settentrionale e costiera. Anche il muglisano ebbe una sorte analoga a quella del tergestino.
Non esiste alcun rapporto di divenienza tra il tergestino e il successivo dialetto veneto coloniale (triestino attuale) se non in minima parte nel lessico. Si noti che Trieste in epoca moderna non è stata parte dei domini della Serenissima, quindi l'affermarsi del dialetto veneto non si accompagnava ad un'influenza di tipo politico.

## Grammatica

### Fonetica e fonologia
Il vocalismo di base del tergestino è saldamente friulano e presenta la tipica la dittongazione delle -e- ed -o- brevi latine in posizione tonica e sillaba chiusa: avremo quindi le trasformazioni e>ie (biel) e o>ue (gruessa, uess). Nell'esaminare le evoluzioni successive di questi dittonghi si può notare la mancanza dell'innalzamento di –e- davanti a –m- o –n- seguita da consonante (tiemp, friulano timp; puent, friulano puint), è invece presente regolarmente l'abbassamento di –e- davanti a r (tiara, muarta). Nelle forme più antiche appare con una certa frequenza anche la dittongazione –ei- (bein, teila) che richiama forme istriane. Da osservare infine il mantenimento del dittongo -au- anche in parole dove il friulano ha semplificato in –o- (chiausa=cosa, friulano cjosse; auregla=orecchia, friulano orele).
Per quanto riguarda il trattamento delle consonanti si nota la presenza regolare di una delle principali caratteristiche delle lingue retoromanze, e del friulano in particolare: la palatalizzazione delle velari (c e g) davanti ad a (da tener presente che, come segnala Mario Doria nella sua edizione critica dei Dialoghi nella forma –chia- la c va pronunciata come palatale [tʃa], interpretazione avvalorata anche dalla trascrizione fonetica del Cavalli nelle Reliquie). Il trattamento palatale di GA è in realtà scarsamente attestato e sembra evidenziare un'ulteriore evoluzione della consonante palatale come approssimante [dʒ]>[j] (jata=gatta, presente sia nei Dialoghi che nelle testimonianze raccolte dal Cavalli).
È presente con regolarità anche la conservazione dei nessi bl, cl, gl, fl, pl ecc. Da segnalare la conservazione del nesso gl derivato dal latino –CULUM anche in sillaba tonica, dove il friulano semplifica in l (pedoglo=pidocchio, friulano pedoli; auregla=orecchia, friulano orele; oglo=occhio, friulano voli) mentre c'è identità nella caduta delle vocali diverse da a in posizione finale, in particolare dopo consonanti occlusive o dopo st (Zust, Triest).
Peculiari sono invece la labializzazione della nasale in posizione finale (-n > -m) e la mancanza di opposizione fra [v] e [w], testimoniata anche da una nota del Mainati alla parabola del figliuol prodigo, che porta ad avere sempre la semivocale (aueua, auliu).
Caratteristica anche la velarizzazione in [w] dell'approssimante laterale [l] dopo -a- e -o- (soud=soldo, soudà=soldato, auzà=alzare, autar=altare, Chiauchiara=Calcara).

### Morfologia
Per quanto riguarda la morfologia nominale si può notare che il tratto più caratteristico del friulano, la terminazione in –s del plurale (plurale sigmatico), si conserva solo al femminile (terminazione in –is) mentre scompare quasi completamente nel maschile (con l'eccezione dei nomi che terminano in –n per cui sono attestate nei frammenti più antichi diverse forme –ns). In generale il plurale maschile è privo di desinenza con alcuni casi di terminazione in –i (non necessariamente per influsso veneto, come per esempio in anemai=animali o chei=quelli, dove anche il friulano ha un –i finale derivato da una palatalizzazione). In generale il numero può essere desunto solo dall'articolo o, in mancanza di questo, dal contesto.
Nell'ambito della morfologia verbale troviamo diversi fenomeni interessanti, ad esempio la terminazione consonantica della prima persona singolare dell'indicativo: è noto che in friulano la caduta della –o finale ha portato a una prima fase di terminazione consonantica a cui è seguita, verso il XV secolo, l'aggiunta di una –i finale. Nel tergestino questo secondo passaggio non è avvenuto e si trova sistematicamente la finale consonantica (stim=stimo, friulano stimi; impar=imparo; friulano impari) e ciò potrebbe far pensare a una separazione piuttosto antica del tergestino dall'unità linguistica friulana.
Un altro tratto caratteristico è la aggiunta del –to finale (enclisi) nella seconda persona singolare dell'indicativo presente e futuro (disto bem=dici bene, savarasto=saprai). Questo fenomeno non è legato, come accade in friulano, all'inversione della forma interrogativa (ce fastu?) che in tergestino non ha un'attestazione regolare.
Un'ulteriore peculiarità, evidenziata già da Ascoli nei Saggi Ladini, è l'estensione, nel congiuntivo presente, della terminazione in -s dalla seconda alla prima e terza persona (che el'seis=che egli sia, che possis uiue=che io possa vivere). In quest'ultimo esempio si nota anche la conservazione di –e negli infiniti sdruccioli dove il friulano ha l'innalzamento ad –i (vivi).
Si segnala infine che i pronomi clitici appaiono, oltre che come enclisi alla seconda persona singolare, solo alla terza persona sia singolare che plurale (tratto comune con le varietà orientali del friulano).

## Testi

### Frammento di poemetto satirico (Anonimo, 1689)
Il poemetto è stato ritrovato da Pietro Kandler e trascritto in una nota apposta sulla sua copia personale della prima edizione della “Storia del Consiglio dei Patrizi di Trieste. Kandler lo data al 1689 (Attilio Hortis lo ritiene comunque anteriore al 1709), attribuendolo ad un patrizio triestino, e appunta “In questo poema abbiamo un saggio del dialetto ferrarese, che il Quinto parlava, e del dialetto volgare triestino posto in bocca a patrizio che alle cure pubbliche anteponeva i campi, dei quali dirigeva la coltivazione.”. La strofa con i due versi in tergestino (in corsivo) è la seguente:
Giacomo Giovannin la maggior pigna

Della città, scusossi allor col dire:

Frari mi hai da zi coi hom in vigna

E coi hom da tornà, nè pues vegnire

Al detto popolare ognun sogghigna

Dicendo: fate bene a non partire
Il frammento viene riportato da Jacopo Cavalli, che lo ha ricevuto da Attilio Hortis, nell'appendice sul Tergestino a “Reliquie ladine raccolte a Muggia d'Istria”. La trascrizione dei versi in tergestino è leggermente differente:
Frari, mi hai da zi c'ai hom in vigna

E coi hon da tornà, ne pues vegnire

### Sonet del ver Triestin (G.M.B., 1796)
Pubblicato per la prima volta su "Il Caleidoscopio", Trieste, Anno quarto (1845), N. XXVI (22. Giugno), p. 246. 
Ripreso da Hugo Schuchardt in una lettera ad Ascoli del 1878 e più volte pubblicato in seguito.
Sonet
Memoria per i nuestri posterior della consacrazion fatta nella Glesia di San Zust martir del nov Vesco, nella persona dell'illustrissem e reverendissem monsignor Ignazio Gaetam de Buset in Fraistemberg ecc. ecc., nel am 1796.
Nell'am, che chi de sora se segnà

Ai ventitrei Ottober, de domenia el dì

Nella Glesia Cattedral, che avem noi chi,

El Vesco, nuestro Pastor, an consacrà.

So Altezza Brigido Consacrator se stà

Arzivesco de Lubiana, e a Lui unì,

Come prescriv la Glesia, an assistì,

El Vesco Derbe, col Degam mïtrà

Ai trent de chel am, e de chel mess

Monsignor consacrà Vesco de Buset

Ai chiolt el spiritual e temporal possess.

Grazia riendem, e preghèm Dio benedett

Che lo conservis de ogni mal illes,

Col Papa e Imperator che l'am elett.

In segn de venerazion, un

ver Triestin

G.M.B.

### Racont (Anonimo, 1796)
Pubblicato da Giuseppe Vidossich, “Un nuovo cimelio tergestino illustrato da Giuseppe Vidossich” - Studi letterari e linguistici, dedicati a Pio Rajna nel quarantesimo anno del suo insegnamento. Milano, Hoepli, 1911. Pagg. 389-394
Racont
Della funzion fatta nella Glesia Cattedral de San Zust Martir al 23 d'ottober dell'am 1796 quant ch'an consacra vesco de Triest el Lustrissem e Reverendissem Monsignor Ignazi Gaetam de Buset in Fraistemberg &cc. 
Se zà cent e cinq aign 

che i nuestri antecessor 

an bù el biel onor, 

e l'allegrezza,

De vede la funzion 

che se stà consacrà 

vesco de sta città 

Francesco Miler.

Un'allegrezza tal 

de chella volta in ca 

a nessun gau tochià 

de plui avella.

Solamente chest am 

del mil e settecent 

e nonanta sie arient, 

nel mes d' Ottober,

Iddio nan concedù 

a tutti noi che sem, 

la grazia che vedem 

una compagna

Nella degna persona 

de Gaetam Buset, 

che sielo benedet 

con la so mare,

Femena meritevol 

de vede el caro Fì 

nei vecchi soui dì 

a consacralo

In Glesia de San Zust 

per man del gran Prelat 

che Brigido el se nat, 

ver Triestin,

Unich e prim sogiet, 

che seis stà creà 

de Lubiana città 

Prencipe vesco.

Monsignor Raigerssfeld 

se sta prim assistent, 

che se Vesco al present 

sou sofragani.

El nuestro de Triest 

Camnich Mitrà Degam, 

Come tutti lo sam, 

se sta el segond.
Col capitol intrech, 

el clero regolar, 

unit al secolar, 

che onor ghe fieua.

Lau decorà chel dì 

cola so presenza

anchia so Eccellenza 

Conte Brigido,

De chesta città antiga 

con laud e con onor 

perfet governator 

amà de tutti,

Coi primarj sogiet 

civj e militar, 

col popol a miar, 

che giubileua.

In soma sta funzion 

cui non lau viduda, 

non vedarà nissuna 

plui cussi biella;

E tutta chesta zenta 

in Glesia se foleuem, 

percè vede voleuem 

el novel vesco,

Un cusì degn sogiet, 

da tutti venerà, 

da tutti ben amà, 

come degnevol.

Donchia unidi assieme 

ringraziam Dio de cor 

che nau dona un pastor 

de tanti mierit.

Prejemoghe la grazia 

de conservalo sam 

per molti e molti am 

com noi inssieme.

Cussì zarem siguri 

con la so assistenza 

di Dio la presenza 

in Ciel a gode.

### Dialoghi piacevoli in dialetto vernacolo triestino (G. Mainati, 1828)
Prima pubblicazione: G. Mainati "Dialoghi piacevoli in dialetto vernacolo triestino...", Edizioni G. Marenigh Trieste 1828. Ripubblicati nel 1891, con parecchi errori, da Emilio Schatzmayr (“Avanzi dell'antico dialetto tiestino: cioè i sette Dialoghi piacevoli pubblicati dal Mainati, un sonetto, ed altri cimeli linguistici” – Trieste, 1891) e in edizione critica da Mario Doria nel 1972.
Nota dell'autore: 
Tutti li z si pronunziano aspri, come fossero doppj, eccetto quelli che sono segnati corsivi Z z, che vanno pronunziati dolci.
Estratti dal settimo dialogo
Sior Bastiam, e sòu fì Jaco, che fauèlem im plaza grànda, e po uam a Sam Zùst. 
Jaco – Missior pàre, perzè la xe kì stà colòna ?

Bastiam – L'ham mietùda kì in chel am che xe uignù a Triest l'Imperator Carlo sesto

Jaco – Dola la jera prima?

Bastiam – El Maistrato l'hau fata fà apòsta
[...]
Jaco – Ze pieris grandis! Uedèi! Uèdei! Ham mietùdis de lis colònis! Ma ze bisogna jera de fichià intel mur stis colònis? Perzè pò ham frabicà sto chiampanìl a la roviàrsa? Uoi di còlis pièris grandis de sora, e lis plui pìzulis de sota?

Bastiam - Quand che ti auaràsto imparà plui bem l'architetura, cognossaràsto mièi, e no fauelaràsto cussì. 

Jaco - Aimò impar malapèna i set ordim architetònich. 

Bastiam - Zà che imparisto i set òrdim de architetura, dìme, da ze òrdim xem stis colònis? 

Jaco - Del òrdim Corintìo scanelà. 

Bastiam - Come cognossisto che lis sèis del òrdim Corintìo? 

Jaco  - Dai chiapitièi, che ham lis fòiis come chela planta che se clama acànto. 

Bastiam – Te stìm. Asto da sauè, che chilò antigamiènt no jera chiampanìl; ma jera um tiemplo che i Romàm dedicà a la Dia Uènere, se cred. No uèdisto che sora lis colònis xem i arch?
[...]
Jaco - Ze xe scrit intòl pedestàl? 

Bastiam - Lèj, e po sauàrasto ze che xe scrit. 

Jaco - Numine... me par che sìis paràulis latìnis, mi no capèss. 

Bastiam - Ua là, ua là, zuss. Lejerài mi. Nùmine sub nostro felìces vìvite cives; arbìtri vestri quidquid habètis, erit. 

Jaco - Ze uol dì? 

Bastiam - Aimò te disarài per taliàm. Sòta i nuèstri auspìzj podarèi uìue contiènti Tristini, chel che ghauèi sarà uèstro, de podè fà chel che uolèi.

Jaco - Ze uol dì, sota i nuèstri auspizj?

Bastiam - Uol dì, sota la nuèstra proteziòm.
[...]
|  | Per approfondire, leggi il testo Dialoghi piacevoli in dialetto vernacolo triestino. |

.

### Paràbula del fi prodigh (G. Mainati, 1841)
Pubblicato per la prima volta da Carlo Salvioni. La datazione è di Salvioni (Mainati morì nel 1842).
Nota dell'autore:
Osservazioni intorno la pronunzia dell'antico dialetto Triestino. Il c avanti una vocale sta in luogo di z. doppio. Per esempio: Schiauèca, Scomènca, Percè si pronunzia Schiauèzza, Scomènzza, Perzzè etc. L'v. consonante mai viene pronunziato ma sempre dolcemente la u. vocale. In verun caso vengono raddoppiate le lettere fuorché li ss. 
Paràbula del fi prodigh.
11. Un òmis l'hau bù dò fiòi. 12. El fi plùi zòuem um di el ghàu dit a sòu pare: missiòr pare uòi che me dèi la mèja part de l'eredità che me uèm: e sòu pare hàu sparti la roba in dòi, e 'l ghàu dà la sòua part che ghe tocheua. 13. Chel fi plui zouem, dopò poch dì l'hau ingrumàda la sòua roba, e 'l xe zù uia intùm pajès lontàm, lontàm, e inlò l'hau magna dut el sòu colis femenis chiatiuis. 14. Dopò che l'hau consumà dut el soù (sic) malamént xe uignùda in chel pajès una granda caristia, e lu che 'l jera deuentà um pouer stracom, 15. el xe zù da um siòr, aciò che'l ghe dàis nàlch de fa per bruscàsse um toch de pam; chel siòr l'hau bù compassiom, e l'hau manda intòla sòua mandria a pascola i temporai. 16. La fàm che lo tormenteua ghe fièua brama de impignisse la panza de chèlis jàndis che magnèuem i temporai, e nissùm ghe ne deva. 17. In chela uolta l'hau scomencà pensaghe su; e l'hau [-u aggiunto] dìt: quanti famèi in chiàsa de mio pare che gham del pam plui del sòu bisògn, e mi chilò me muar de fam! 18. Mi uèi zì uia de ca, e zierài da mei pare, e ghe dirai: Missiòr pare hai pecà contra el Siòr Idio, e contra de uòi: 19. mi no soi plui degn d'èsse uestro fi, uè prèi de mèteme a serui coi uestri famèi. 20. In chèla uòlta el se ghau leva su, e 'l xe zù adritura da sou pare: quand che l'jera aimò lontàm, e che sou pare l'hau uidù, el se ghau mossù a misericordia e prest el ghe xe zù incontra, e 'l se gha butà sul col, e l'hàu bussa. 21. In chela uòlta ghàu dìt chel sou fi: missiòr pare hai pecà contra el Sior Idio, e contra de uòi, mi no soi plui degn che me chiamèi uestro fi: 22. e sòu pare ghàu dit ai soui famèi: portei ca prest el plui biel abit, uestilo, e meteghe in tola soua mam l'ànul, e lis schiàrpis in tòi sòui pei, 23. menei cà um uedèl grass, e copèlo che lo magnarèm, e farèm alegrìa, 24. percè chest mei fi el jera muart e l'hau torna uiu, el se jera piardù, e l'hauèm trouà; e dopò i xem zudi a magnà alegramènt. 25. El fi plui uèch el jera intòla mandria. Quand' che l'hau tornà, e che jera rent la chiasa l'hau sentì che soneuem, e chianteuem alegramènt, 26. l'hau chiamà um famei e ‘l ghau domandà percè che feuem tanta alegrìa; 27. e chel famei ghau dit: xe uignù [forma corretta da altra] uestro fradel, e uestro siòr pare l'hau fat copà um uedel grass, perce che l'hau torna sam e salf. 28. Sientènd sta roba l'hau chiapà una fùfa malignaza, e noi uoleva zi drent in chiasa. Quand che sou pare l'hau sientù cussi el xe zù fora da chest fi plui uièch e lo prejèua ch'el uigniss drent. 29. In chela volta el ghau respòst a sou pare: uarèi missiòr pare, xem tant agn che uè fac el famèi, e uè ghai sèmpre ubidì, e mai che me ues dà um caurèt per fa un alegria coi mei amici ; 30. e aimò che xe tornà chel schiauèca col de uestro fi, che l'hau magna dut el sòu còlis uàchis, ghauèi fat copà um uedèl grass; 31. ma sòu pare ghàu respost: caro fi ti som sempre com mi, e dut chel che xe mèi xe anchia tòu, 32. scugnéva donca fa una granda fiesta, e stà alegrament, percè chest tou fradel ch'el jera muart l'hau torna uiu; e'l jèra piardù, e 'l se trouest.
Giuseppe Mainati Vicario Corale Curato

della Cattedrale di S. Giusto in Trieste.

### Poema (Ivan Crico, 1998)
Raccolto nel 2008 nel volume "De arzént zù" ("D'argento scomparso") edito dall'Istituto Giuliano di Storia, Cultura e Documentazione.
Poema
Per chel troz
Uà la zò per chel troz. Ciataràsto /

plena la calùsa. Dopo uòltete atòr /

e la uedaràsto de l'aria che la plòra, /

in tòl ram inlò ch'el dì se inciantèua /

a bèue, la stajòm che la ciàze, maràuèja /

sùbit lauàda del rìde de lis màmulis. /

Um clar de pièra el te diràu, zòijs /

de spietà imfrà li narìdulis quand che jera /

sècia. Aimò, ham fat salizà chesta plàza /

chilò, che prima no la jera, trauamènt /

gruèssi contra el sol de teiàtri, fràbighis /

impègn de um autàr àut de nojàris, /

sussùr de zugn. Ham desfàt chest tiemplo; /

l'hau durà pok. Quest che aimò se uèd /

no xe àutro che la zéla de chèlis zùdis /

ciàusis che inuochèua el gniènt clar, /

l'imàgina tòua scuendùda intòl istà.
Per quel sentiero
Scendi per quel sentiero. Troverai /

la cisterna colma dell'acqua. Vòltati poi attorno /

e la vedrai dall'aria che piange, /

nel rame dove il giorno si tratteneva /

a bere, la stagione che cade, stupore /

presto lavato dal riso delle ragazze. /

Una luce di pietra ti dirà, ghirlande /

d'attesa tra le conchiglie durante la bassa /

marea. Adesso, hanno lastricato questa piazza /

qui, che prima non c'era, travature/

spesse contro il sole di teatri, fabbriche /

in luogo di un altare alto di noci, /

sussurri di giugno. Hanno abbattuto questo tempio; /

è durato poco. Questo che ora si vede /

non è altro che la cella di quelle scomparse /

cose che invocavano il niente chiaro, /

la tua immagine nascosta nell'estate.

### Il testo istriano del Salviati
Per concludere la panoramica dei testi tergestini può essere utile un breve excursus sulla versione istriana della novella 1,9 del Decamerone, raccolta nel 1584 da Leonardo Salviati assieme ad altre undici versioni nelle principali parlate della penisola italiana e ripresa da Giovanni Papanti in una raccolta molto più ampia pubblicata nel 1875.
In una nota apparsa nel 1878 sull'Archivio Glottologico Italiano, Ascoli evidenziò la presenza nel testo di un certo numero di evidenti friulanismi, alcuni dei quali riconducibili alle caratteristiche peculiari del tergestino: per esempio il livellamento in –is delle tre persone singolari del congiuntivo presente, la forma in toi o l'uso del verbo zì (andare). Ascoli collocò quindi la zona di origine della novella nel nord dell'Istria, lasciando intendere che potrebbe trattarsi di un testo collegato con il tergestino.
Tuttavia i caratteri friulani piuttosto annacquati e l'impronta istriana molto più marcata di quanto ci si aspetterebbe in un testo così antico, hanno portato la maggior parte degli studiosi ad attribuirla al capodistriano antico, visto come dialetto di transizione fra l'area friulana e quella istriana.
Testo della novella
Nota: sono evidenziati in corsivo alcuni fra i friulanismi più evidenti, tra cui la presenza di diverse forme bicomposte (s'habù impensà, hauendo bù inteso ecc.):
Digo donca che in toi tempi del primo Re de Zipro despò il uadagno fatto della Terra Santa de Gottofreddo de i Baioi, fo intravegnù ch'una zentildonna de Vascogna fo zuda in peligrazo al Sepurchio. Do la tornando in drio, zonta in Ziprio, de no se quanti scelerai homi fo con gran vellania suergognada. Donde che ella senza consolation niguna lementandose s'habù impensà de uoler cigar dananzi lo Re. Ma a ghe fo ditto de un, che indarno le se averes fatigà; Perché lui rieua d'una uita tanto minchiona, e de poco, che no solamente l'inzurie de' altri con zustizia fadeva uendetta, ma pur assè che ghe riera fatte a lui con gran uergogna padiva. Donde che, quando calcun haueua calche dolor, lui, con farghe ualguna inzuria o despresio, se sborava l'animo so! E cusì hauendo bù inteso la femena, desperada de far la so uendetta, per calche consolation del so trauaio, s'habù impensà de voler soiar le sturdità de sto Re. E zuda pianzendo alla so presenzia g'abù ditto: "Signor mio, i' no uegno za de ti, azzocchè ti vendicheis l'inzuria che me se stada fatta, ma in gambio de quella te priego che ti m'insegnis co che ti sopportis quelle, che me uin ditto che te se fatte, azzocchè imparando de ti, possis anche mi con patientia soffrir la mia: che Dio il sa, se lo potes far uolentiera i te la donares, despò che ti ses così bon minchion." El Re, inchinta quella bota, essendo sta longo e priego, co a se fos desmesedà del sonno, scomenzando della inzuria fatta a sta femena, che amaramente la bù uendicada, crudiel persecutor fò deuentà de tutti che incontra l'honor della so Corona cosa neguna fades de za ananzi.
Testo tratto: da Opere del Cavalier Leonardo Salviati. Volume terzo pag. 337. Milano Società Tipografica dei classici italiani. 1810

## Reliquie
Il termine reliquie viene utilizzato dai glottologi per indicare i frammenti lessicali di una lingua estinta, raccolti dalla bocca delle ultime persone che ne serbano una memoria diretta o indiretta. Come spesso avviene per le lingue estinte, anche nel caso del tergestino questi frammenti costituiscono un prezioso strumento per la ricostruzione del lessico e della pronuncia.

### Jacopo Cavalli
Riportiamo in forma sintetica i termini tergestini raccolti da Jacopo Cavalli tra il 1889 e il 1893 dalla bocca delle ultime persone che ricordavano l'antico dialetto e pubblicati nel 1894.. I frammenti di frase sono raccolti sotto il nome dei testimoni che li hanno riferiti a Cavalli (tra parentesi la data della testimonianza).
Testimonianza di Carolina Camuzzini, vedova De Jenner (15 ottobre 1889)
Bógna dì, scogni fà, ze fastu, ze distu, ze astu fat, ze astu dit, parzè no venstu, zivi e livi (andavo), i nuéstri frutz, i nóstri màmui, dolà l'é zùda la fruta, ze biéla fantata e ze biéla màmula, lis màmulis, va a clamarlo, no stà plorar, çe vàis, ancia, doncia, Trièst, la fèmina, el to om, lis feminis, la ciasa, lis tredis ciasadis, la ciassa (mestolo), la ciaudiera (caldaia), la zita (pentola), vieclo/viecla, va a siarà la puarta, dolà l'è la claf, l'asto ciatada, astu cialat el fuc, astu veglat, i sclaf, clama me sur, i miéi fradi, el ciaf, ciala se ‘l pam ze cuet.
Testimonianza di Carlo de Porenta (28 ottobre 1889)
Ze fastu, ze distu, ze bièla fantata, doncia, ancia, parzè.
Testimonianza di Anna Minas (29 settembre 1890)
Scogna, bogna, candrega, plevan, furnate (tempo coperto senza pioggia).
Testimonianza di Maria Lorenzi (24 agosto 1892)
Ze a fat la Zezilia, un mamul o una mamula?
Testimonianza di Matilde de Calò e Maria de Camin (21 gennaio 1893)
Lait a ciasa, che l'mamul plora (Andate a casa che il bimbo piange); Ciala Pèpiz, ze che a fat la jata (Guarda Giuseppe, cosa ha fatto la gatta).
Testimonianza di Nicolò Bortoloni
Cacabus (terra appiccicosa), planèr (canestro), zipòn (giacca femminile), va inlò (va là) , ven chilò (vieni qui).

### Graziadio Isaia Ascoli
Ascoli riporta in due missive alcuni termini tergestini di cui aveva avuto esperienza diretta, avendoli ascoltati da un anziano parente e da conoscenti. Riportiamo i frammenti significativi delle due lettere in cui i termini tergestini sono evidenziati in corsivo.
Lettera di Ascoli a Hugo Schuchardt (Milano, 12 ottobre 1877)
A tacere di molt'altro, io convissi con qualche triestino ottuagenario, sul cui labbro ancora risonavano dizioni e frasi dell'antico idioma di Trieste; e più volte, a cagion d'esempio, sentii dire in casa sua:  a si dan di chisg' cias (si danno di cotesti casi), dove abbiamo la evoluzione ladina del CA (casus) in un esempio che nel lessico del Friuli più non occorre. E le 'sette case gentilizie' di Trieste le ho sentite dir le tante volte: lis siét ciasádis.
Lettera di Ascoli a Oddone Zenatti (Milano, 6 ottobre 1888)
Un mio vecchio zio p.e., il quale non era mai uscito da Trieste e punto punto non sapeva del friulano del Friuli, diceva, per significar la ‘vecchia nobiltà triestina’, lis siét ciasàdis, e nell'infastidirsi per la soverchia abondanza delle parole: ciàculis no fas frìtulis.
Nota di Cavalli nelle Reliquie Ladine (1893)
In una nota delle "Reliquie ladine" Jacopo Cavalli riporta una terza reminiscenza infantile dell'Ascoli: lustrissen de chilò (illustrissimo di qui), per indicare "un aristocratico puro sangue, ma più o meno spennacchiato".

### Pietro Tomasin
Proverbi tergestini (1880 circa)
Tra le fonti citate da Mario Doria nel lessico-concordanza del dialetto tergestino compaiono anche alcuni proverbi provenienti da un manoscritto di don Pietro Tomasin (1845-1925) risalente all'incirca al 1880. Il manoscritto, contenente una raccolta di proverbi e modi di dire triestini, è stato pubblicato a puntate nel 1985 come inserto della rivista “Abitare Trieste”, a cura di Giuseppe Radole.
Tra i proverbi ce ne sono tre che in qualche modo sono di origine tergestina e che vengono riportati qui di seguito con la numerazione originale e i commenti dell'autore (in corsivo):
115) Bisogna spietà la vita de un omis per uedè el frut del auliu.

“Bisogna aspettare la vita di un uomo per vedere il frutto dell'olivo”. Ecco l'unico proverbio dell'antico dialetto triestino che ci fu dato di trovare.
286) De Chiopris e no de Daris.

È un proverbio triestino antiquato del tempo in cui si parlava nella nostra città l'antico gergo quasi friulano e nomina i due santi Copres e Dario per esprimere un avido sempre disposto a cior e mai disposto a dare. ...
300) Pari cun Pari e mena ‘l mus a bevi.

Codesto antichissimo proverbio suonerebbe ora: ogni simile ama il suo simile, mentre in origine diceva che Paride con un suo pari menano l'asino alla fonte. ...

### Dante Vaglieri
Lettera a Jacopo Cavalli (Roma, 19 dicembre 1893)
Dopo aver letto le "Reliquie ladine" l'archeologo triestino Dante Vaglieri (1865-1913) scrive da Roma a Jacopo Cavalli una lettera in cui riporta i ricordi della propria famiglia sul dialetto tergestino e in particolare quelli della madre. Nella lettera, di cui vengono riportati di seguito i passi più significativi, vengono citate anche alcune espressioni in tergestino, evidenziate in corsivo nel testo.
“Io ignorava che Ella raccogliesse da persone viventi ricordi dell'antico dialetto triestino, altrimenti Le avrei scritto prima. Lontano dagli studi linguistici, non mi sono immischiato nella questione sollevata dal mio ex condiscepolo al Ginnasio Comunale di Trieste, prof. Oddone Zenatti. Avrei potuto dire che in mia famiglia c'erano sempre vividi dei ricordi di un dialetto friulano parlato a Trieste e che tuttora mia madre usa la frase le (non lis) trèdis ciazàdis.”
“Ora la mamma – appena cinquantenne – ricorda benissimo, che suo zio Giovanni Castellitz, nato circa il 4 o il 5, e morto non molti anni fa – cioè ancora a mio ricordo – usava nel parlare certe frasi e parole friulane. Le ho letto jersera il colloquio colla signora de Jenner ed ella riconobbe le parole: ze fastu, ze àstu fat, la fèmina, el ciaf: dice però di ricordarsi ciaudiara, non ciaudiera e aggiunge ancora – e questo non soltanto per averlo udito dallo zio – el me sor pari, me dona mari.”

### Lorenzo Lorenzutti
Vecchia Trieste - Granellini di sabbia (1907)
Lorenzo Lorenzutti, a lungo presidente della Società Minerva, in un libro sul folklore triestino (Vecchia Trieste, Granellini di Sabbia) pubblicato nel 1907, dedica un capitolo al tergestino, in cui tra l'altro riporta alcuni ricordi personali (in corsivo le parole di origine tergestina):
"Mi ricordo di aver io stesso inteso da mia nonna, da parenti e da coetanee di lei a dire p.e.: braida per brolo o vigneto, a dir olsa per azzarda, polsa per riposa, a dir sfanta per svanisce, a dire zogar a barba jata per giuocare a mosca cieca; ora della braida non si ricorda quasi nessuno, ma le altre frasi e l'ultima voce non sono ancora spente. E non abbiamo ancora tra i nostri detti proverbiali questi due: Da Santa Luzia a Nadal, el cress un pas de gial e: febrarut piez de dut?"

### Mario Doria
Reliquiae Tergestinae Novissimae (1920)
In un articolo pubblicato nel 1992 e intitolato Reliquiae tergestinae novissimae, Mario Doria riporta un racconto riferitogli da un collega, il professor Decio Gioseffi, il quale a sua volta lo aveva appreso dalla nonna intorno al 1920. La storiella parla di tre sorelle in cerca di marito a cui la madre, in occasione della visita di un pretendente, raccomanda di non aprire bocca in quanto non sono in grado di parlare correttamente. Le tre sorelle però non riescono a tacere; infatti durante la visita improvvisamente la pentola del latte incomincia a bollire e la sorella più giovane esclama:
- La tecia clocene
e la seconda risponde:
- Ciapa caciul e mlecene!
La terza, che si riteneva la più saggia, aggiunge ad alta voce:
- Beata mi che tacene, e me mariderai
A sentire questo miscuglio linguistico il pretendente scappa a gambe levate.
La storiella ha l'evidente intento di prendere in giro un vecchio modo di parlare ormai inconsueto e percepito come grezzo e scorretto. L'aneddoto calca volutamente la mano sulla stranezza del linguaggio mescolando elementi di varia provenienza (ad esempio la desinenza in –ene dei verbi o l'assenza dell'articolo determinativo nella seconda frase che richiamano evidentemente lo sloveno), ma è riconoscibile l'impronta del tergestino in almeno tre elementi: il verbo clocene (da clocià = scoppiettare, ribollire), il sostantivo caciul (mestolo) e la forma verbale me mariderai (mi sposerò). A queste tre parole si aggiunge mlecene che rappresenta un ibrido fra un possibile tergestino misclizà (mescolare) e lo sloveno mleko (latte).